# أبريل بنعيوم
أبريل بنعيوم (من مواليد 16 مارس 1999) هي عارضة أزياء فرنسية وحاملة لقب ملكة جمال بروفانس 2020 وملكة جمال فرنسا 2021. بصفتها ملكة جمال بروفانس ، تنافست بنعيوم في مسابقة ملكة جمال فرنسا 2021 ، حيث حصلت على المركز الثاني. بعد المنافسة ، تم تعيين بنعيوم ملكة جمال فرنسا 2021 ، ووضعت في قائمة أفضل 13 ملكة جمال العالم 2021.
في أعقاب ملكة جمال فرنسا تعرضت أبريل وهي من أصل إسرائيلي إلى معاداة السامية على وسائل التواصل الاجتماعي بعد أن تحدثت عن أصولها الإسرائيلية خلال الحدث. حظي الحادث باهتمام وسائل الإعلام في فرنسا، وأسفر عن إدانة سبعة من مستخدمي الإنترنت بتهمة الإهانة الشديدة بسبب تعليقات متحيزة على الإنترنت حول أبريل بنيوم وعرقها.

## نشأتها
ولدت أبريل بنعيوم في 16 مارس 1999 في آكس أون بروفانس لأبويها ديدييه ونيللي بينايوم. والدها من أصل إيطالي-إسرائيلي وعمل بصفته ضابط الصف الأول لقوات الدرك في إيغيل ، بينما والدتها من أصل صربي-كرواتي وعملت كمراقب مدرسة في إحدى الكليات. كانت جدة بنعيوم لأبيه جورجيت إيفالدي صاحبة لقب ملكة جمال سابق توجت الآنسة مرسيليا في الخمسينيات من القرن الماضي.
نشأت بينايوم في مجموعة متنوعة من المدن في منطقة بروفانس ألب كوت دازور، مثل مينتون ، ومارتيج ، وإيجيل ، وغالبًا ما كانت تتنقل بسبب مهنة والدها. بعد حصولها على البكالوريس ، حصلت بنعيوم على دبلوم البريفيت التقني العالي في التجارة الدولية في عام 2019 ، قضى جزء منه في العيش والعمل في لندن ، وبعد ذلك على درجة البكالوريوس في التسويق.

## روابط خارجية
- أبريل بنعيوم على إنستغرام